# Striophytoecia mirei
Striophytoecia mirei là một loài bọ cánh cứng trong họ Cerambycidae.